# Warenwetbesluit draagbaar klimmaterieel
De Warenwetbesluit draagbaar klimmaterieel is een Nederlandse wet die eisen stelt aan ladders en trappen die in Nederland in de handel zijn. 

## Situatie sinds 21 januari 2020
De sinds 21 januari 2020 geldende Warenwetbesluit draagbaar klimmaterieel is de opvolger van het Besluit draagbaar klimmaterieel (Warenwet). Het warenwetbesluit en de bijbehorende regelingen zijn van toepassing op alle draagbaar klimmaterieel bedoeld voor consumentengebruik en professioneel gebruik. De Inspectie SZW[dode link] kan aanvullende eisen stellen aan draagbaar klimmaterieel dat uitsluitend is bedoeld voor professioneel gebruik.

## 1987-2020
Sinds 1987 stelt Nederland specifieke veiligheidseisen aan ladders en trappen. In deze periode gold het Besluit draagbaar klimmaterieel (Warenwet). 

## Europese regels
Draagbaar klimmaterieel valt onder de Europese richtlijn Algemene productveiligheid 2001/95/EG. Omdat deze richtlijn de essentiële veiligheidseisen in algemene termen beschrijft, zijn er geharmoniseerde (product)normen nodig die invulling geven aan de specifieke veiligheidseisen. De productnormen voor draagbaar klimmaterieel zijn niet geharmoniseerd. 
Omdat specifieke Europese wetgeving voor draagbaar klimmaterieel ontbreekt, zijn de lidstaten zoals Nederland genoodzaakt dit op nationaal niveau te regelen. Dit betekent dat de regelgeving per lidstaat aanzienlijk kan verschillen. Bij de import en export van draagbaar klimmaterieel moeten bedrijven hier rekening mee houden. 

## EN 131-serie
De EN 131 is een serie van Europese normen voor ladders en trappen. Nederland stelt dat deze norm(en) een lager, onvoldoende, veiligheidsniveau bieden ten opzichte van het warenwetbesluit.